# Бенкс (Арканзас)
Бенкс (англ. Banks) — місто (англ. town) в США, в окрузі Бредлі штату Арканзас. Населення — 87 осіб (2020).

## Географія
Бенкс розташований на висоті 63 метра над рівнем моря за координатами 33°34′33″ пн. ш. 92°16′2″ зх. д. / 33.57583° пн. ш. 92.26722° зх. д. (33.575881, -92.267094).  За даними Бюро перепису населення США в 2010 році місто мало площу 1,00 км², уся площа — суходіл.

## Демографія
Згідно з переписом 2010 року, у місті мешкали 124 особи в 51 домогосподарстві у складі 31 родини. Густота населення становила 124 особи/км².  Було 65 помешкань (65/км²). 
Расовий склад населення:
| - 87,9 % — білих - 7,3 % — чорних або афроамериканців - 1,6 % — азіатів - 3,2 % — осіб інших рас |

До двох чи більше рас належало 0,0 %. Іспаномовні складали 3,2 % від усіх жителів.
За віковим діапазоном населення розподілялося таким чином: 21,0 % — особи молодші 18 років, 60,5 % — особи у віці 18—64 років, 18,5 % — особи у віці 65 років та старші. Медіана віку мешканця становила 39,5 року. На 100 осіб жіночої статі у місті припадало 93,8 чоловіків;  на 100 жінок у віці від 18 років та старших — 100,0 чоловіків також старших 18 років.
Медіана доходів становила 55 972 долари для чоловіків та 34 000 доларів для жінок. За межею бідності перебувало 41,9 % осіб, у тому числі 74,1 % дітей у віці до 18 років та 26,1 % осіб у віці 65 років та старших.
Цивільне працевлаштоване населення становило 39 осіб. Основні галузі зайнятості: виробництво — 30,8 %, транспорт — 23,1 %, фінанси, страхування та нерухомість — 12,8 %, освіта, охорона здоров'я та соціальна допомога — 12,8 %.
За даними перепису населення 2000 року в Бенксі мешкало 120 осіб, 32 родини, налічувалося 50 домашніх господарств і 63 житлових будинки. Середня густота населення становила близько 120 осіб на один квадратний кілометр. расовий склад Бенкса за даними перепису розподілився таким чином: 72,50 % білих, 20,00 % — чорних або афроамериканців, 3,33 % — представників змішаних рас, 4,17 % — інших народів. Іспаномовні склали 5,00 % від усіх жителів містечка.
З 50 домашніх господарств в 26,0 % — виховували дітей віком до 18 років, 40,0 % представляли собою подружні пари, які спільно проживали, в 20,0 % сімей жінки проживали без чоловіків, 36,0 % не мали сімей. 30,0 % від загального числа сімей на момент перепису жили самостійно, при цьому 18,0 % склали самотні літні люди у віці 65 років та старше. Середній розмір домашнього господарства склав 2,40 особи, а середній розмір родини — 2,97 особи.
Населення містечка за віковим діапазоном за даними перепису 2000 року розподілилося таким чином: 22,5 % — жителі молодше 18 років, 10,0 % — між 18 і 24 роками, 25,0 % — від 25 до 44 років, 20,0 % — від 45 до 64 років і 22,5 % — у віці 65 років та старше. Середній вік мешканця склав 41 рік. На кожні 100 жінок в Бенксі припадало 118,2 чоловіків, у віці від 18 років та старше — 111,4 чоловіків також старше 18 років.
Середній дохід на одне домашнє господарство в містечкі склав 23 958 доларів США, а середній дохід на одну сім'ю — 25 000 доларів. При цьому чоловіки мали середній дохід в 24 583 долара США на рік проти 21 875 доларів середньорічного доходу у жінок. Дохід на душу населення в містечкі склав 10 416 доларів на рік. Всі родини Бенксі мали дохід, що перевищує рівень бідності, 20,8 % від усієї чисельності населення перебувало на момент перепису населення за межею бідності, при цьому 8,3 % з них були молодші 18 років і 30,8 % — у віці 65 років та старше.